# インペリアル・ベッドルーム
インペリアル・ベッドルーム(Imperial Bedroom)は、1982年に発表されたエルヴィス・コステロ&ジ・アトラクションズのアルバム。全英6位、全米30位を記録した。
『ローリング・ストーン誌が選ぶオールタイム・ベストアルバム500』に於いて、166位にランクイン。

## 解説
エルヴィス・コステロにとって7枚目のアルバム。プロデューサーはジェフ・エメリック。ロンドンのAIRスタジオで12週間かけて録音された。
このアルバムからは「ユー・リトル・フール - You Little Fool」、「マン・アウト・オブ・タイム - Man Out of Time」がシングルカットされたがチャートアクションは低調に終わった。「ユー・リトル・フール - You Little Fool」がこのアルバムからの最初のシングルカットだったが、これは従来の路線を求めたレコード会社からの要請であり、コステロ自身はむしろ「マン・アウト・オブ・タイム - Man Out of Time」のようなアルバムを象徴するような曲を先に出したかったと語っている。
プロデューサーはビートルズの多くの作品でエンジニアリングをしていたジェフ・エメリックだが、オリジナルアイデアはコステロ自身によるもので、エメリックは主にサウンドメイキングを担当していた。エメリックの仕事がかつて一緒に仕事をしたジョージ・マーティンに比べ過小評価されていることと、本アルバムにおけるエメリックの仕事ぶりに敬意を表して、「プロデューサー：ジェフ・エメリック、オリジナルアイデア：エルビス・コステロ」とクレジットされている。
コステロはこのアルバムにおけるアトラクションズのプレイを絶賛しており、特にブルース・トーマスの「あわれなドール - Shabby Doll」と「ヒューマン・ハンズ - Human Hands」における演奏と、スティーヴ・ナイーヴの「ザ・ラヴド・ワンズ - The Loved Ones」における演奏を褒めている。またスティーヴ・ナイーヴは「ハネムーン - The Long Honeymoon」のフレンチホルン、「ピジン・イングリッシュ - Pidgin English」のブラスと木管楽器、「タウン・クライヤー - Town Cryer"」のバイオリン、「エヴリ・ホーム  - .....And in Every Home」のオーケストラのスコアを書いている。
レコーディング中の仮タイトルは「P.S. I Love You」だった。

## 収録曲
1. ビヨンド・ビリーフ  - Beyond Belief
2. ベッドタイム - Tears Before Bedtime
3. あわれなドール - Shabby Doll
4. ハネムーン - The Long Honeymoon
5. マン・アウト・オブ・タイム - Man Out of Time
6. オールモスト・ブルー - Almost Blue
7. エヴリ・ホーム  - .....And in Every Home
8. ザ・ラヴド・ワンズ - The Loved Ones
9. ヒューマン・ハンズ - Human Hands
10. キッド - Kid About It
11. リトル・サヴェージ - Little Savage
12. ボーイ・ウィズ・ア・プロブレム - Boy with a Problem
13. ピジン・イングリッシュ - Pidgin English
14. ユー・リトル・フール - You Little Fool
15. タウン・クライヤー - Town Cryer"

### ボーナストラック(1994のRykodisc CD)
1. フロム・ヘッド・トゥ・トウ - From Head to Toe
2. ナイト・タイム - Night Time
3. リアリー・ミスティファイド - Really Mystified
4. アイ・ターン・アラウンド - I Turn Around
5. セカンズ・オブ・プレジャー - Seconds of Pleasure
6. スタンピング・グラウンド - The Stamping Ground
7. シャビー・ドール - Shabby Doll
8. インペリアル・ベッドルーム - Imperial Bedroom

### ボーナスディスク(2002年の再発)
1. ランド・オブ・ギヴ・アンド・テイク(アーリー・ヴァージョン・オブ・ビヨンド・ビリーフ) - The Land of Give and Take  (Early version of Beyond Belief)
2. ティアーズ・ビフォー・ベッドタイム(オルタネイト・ヴァージョン) - Tears Before Bedtime (Alternate version)
3. マン・アウト・オブ・タイム(オルタネイト・ヴァージョン) - Man Out of Time (Alternate version)
4. ヒューマン・ハンズ(アーリー・ヴァージョン) - Human Hands (Early version)
5. キッド・アバウト・イット(オルタネイト・ヴァージョン) - Kid About It (Alternate version)
6. リトル・サヴェージ(オルタネイト・ヴァージョン) - Little Savage (Alternate version)
7. ユー・リトル・フール(オルタネイト・ヴァージョン) - You Little Fool (Alternate version)
8. タウン・クライヤー(ファースト・ヴァージョン) - Town Cryer (Fast version)
9. リトル・グディ・トゥー・シューズ(オルタネイト・ヴァージョン) - Little Goody Two Shoes (Alternate version)
10. タウン・ホエア・タイム・ストゥッド・スティル(オルタネイト・ヴァージョン) - The Town Where Time Stood Still (Alternate version)
11. ・・・アンド・イン・エヴリ・ホーム(リハーサル) - ...And in Every Home (Rehearsal)
12. アイ・ターン・アラウンド - I Turn Around
13. フロム・ヘッド・トゥ・トウ - From Head to Toe (Rehearsal)
14. ワールド・オブ・ブロークン・ハーツ - The World of Broken Hearts
15. ナイト・タイム - Night Time
16. リアリー・ミスティファイド - Really Mystified
17. スタンピング・グラウンド - The Stamping Ground
18. シャビー・ドール(デモ) - Shabby Doll (Demo version)
19. マン・アウト・オブ・タイム(デモ) - Man Out of Time (Demo version)
20. ユー・リトル・フール(デモ) - You Little Fool (Demo version)
21. タウン・クライヤー(デモ) - Town Cryer (Demo version)
22. セカンズ・オブ・プレジャー(デモ) - Seconds of Pleasure (Demo version)
23. インペリアル・ベッドルーム - Imperial Bedroom

## カヴァー
- ハネムーン
  - メリー・コクラン(Mary Coughlan) - 『Long Honeymoon』（2001年）に収録。
- マン・アウト・オブ・タイム
  - ネイキッド・アイズ - カヴァー・アルバム『Fumbling with the Covers』（2007年）に収録。
- オールモスト・ブルー
  - エヴリシング・バット・ザ・ガール - ヨーロッパ盤CDシングル「I Always Was Your Girl」（1988年）に、1986年8月録音のカヴァーを収録[5]。
  - ダイアナ・クラール - 『ザ・ガール・イン・ジ・アザー・ルーム』（2004年）に収録。